# Device Master Record
Als Device Master Record (DMR), auf Deutsch oft Produktstammakte genannt, bezeichnet man eine Zusammenstellung von Berichten, welche die genaue Beschreibung eines medizintechnischen Gerätes sowie alle Anweisungen für dessen Produktion, Handhabung und Wartung beinhalten. Der durch die FDA (die US-amerikanische Food and Drug Administration) geprägte Begriff ist Teil der Quality System Regulations (kurz QSR, Bestimmungen zur Qualitätssicherung) und macht gemeinsam mit Design History File (DHF) und Device History Record (DHR) den Entwicklungs- sowie Produktionsprozess eines Gerätes Schritt für Schritt nachvollziehbar. Auf diese Weise trägt der DMR zur Qualitätssicherung bei.
Mit dem rasanten Aufkommen neuer Entwicklungen im Bereich der medizintechnischen Geräte stehen auch die zulassungsregulierenden Behörden vor immer neuen Herausforderungen. Die sowohl für ihre strikte Regulation als auch die damit einhergehende Zuverlässigkeit bekannte amerikanische Food and Drug Administration (FDA) nimmt dabei inzwischen international eine Vorbildfunktion ein. Der Device Master Record stellt hierbei einen Teil eines komplexen Dokumentationssystems dar, welches die Regulation der Qualitätssicherung medizintechnischer Geräte zum Ziel hat.

## Elemente eines Device Master Record
Gemäß Dokument 21 CFR820.181 der FDA, soll ein Device Master Record folgende Elemente beinhalten:
- Angaben zum Aufbau des Geräts einschließlich Skizzen, Zusammensetzungen, sowie Angaben zu Bestandteilen und ggf. eingesetzter Software,
- Bestimmungen zum Produktionsvorgang einschließlich Angaben zu Ausrüstung bzw. Arbeitsgeräten, welche verwendet werden sollen, Verfahrensweisen bei der Produktion sowie Beschreibungen der Umgebung, in welcher der Produktionsvorgang stattfinden soll,
- Qualitätssicherungsmaßnahmen und Bestimmungen zur Prüfung des Gerätes (bereits während des Produktionsvorgangs),
- Verpackungs- und Kennzeichnungsbestimmungen,
- Angaben zu Installations- und Wartungsmaßnahmen.

Der DMR muss regelmäßig überprüft und gegebenenfalls überarbeitet werden, wenn beispielsweise Arbeitsvorgänge geändert, oder verwendete Materialien ausgetauscht werden. Die Dokumentation kann gegebenenfalls auch durch Hilfsmittel wie Fotografien, oder Produktproben ergänzt und veranschaulicht werden.
Da mit zunehmender Komplexität der neu entwickelten medizintechnischen Geräte auch das Erstellen der dazugehörigen Dokumente, wie beispielsweise des Device Master Records, komplizierter wird, gibt es inzwischen eine wachsende Anzahl von Dienstleistern, welche sich auf das Erstellen der für die FDA-Zulassung nötigen Dokumente spezialisiert haben.
Die Ausgliederung dieser Aufgaben, ermöglicht es den Geräteherstellern, sämtliche Anstrengungen auf die Entwicklung und Produktion ihrer Geräte konzentrieren.

## Der Device Master Record als Teil der Quality System Regulation
Zweck dieser Qualitätssicherungsbestimmungen (QSR) ist das Erschaffen von sich selbst regulierenden Systemen, mit deren Hilfe ein kontrollierter und berechenbarer Produktionsvorgang möglich ist.
Gemeinsam ermöglichen "Design History File", "Device Master Record" und "Device History Record" die Regulierung des Herstellungsprozesses eines Gerätes vom Beginn des Designprozesses bis zum fertigen Produkt.
Das "Design History File" (DHF) ist hierbei chronologisch vor dem "Device Master Record" einzuordnen, da es alle Informationen zum Designprozess des Gerätes beinhaltet. Das DHF ist also die Dokumentation des gesamten Entwicklungsprozesses eines Gerätes.
Der "Device Master Record" enthält entsprechend die Bestimmungen zum anschließenden Produktionsprozess.
Der Inhalt des "Device History Records" (DHR) bezieht sich zwar, genau wie der des "Device Master Records" auf die Produktionsphase eines Gerätes, im Gegensatz zum DMR, welcher stark vereinfacht als Anleitung für den Produktionsprozess bezeichnet werden könnte, ist der "Device History Record" eine Art Protokoll über die Produktion und stellt sicher, dass diese gemäß den im "Device Master Record" festgehaltenen Vorgaben abläuft.

## Device Master Record für Stand-Alone-Software
Stellt eine Software einen Teil eines Gerätes dar, wird sie in dessen Device Master Record mitaufgenommen. Handelt es sich jedoch um eine eigenständige Software für den medizinischen Bereich, ist auch für diese ein eigener DMR zu erstellen. Auf eine Software übertragen, entsprechen die, in einem Device Master Record geforderten Bestandteile dann:
- Verwendungszweck,
- Software-Anforderungen,
- gegebenenfalls Etiketten für CD-/DVD-Verpackungen,
- Anweisungen zum Brennen der Software auf CD/DVD, zum Druck der Gebrauchsanweisung, sowie zur Verpackung des Produkts,
- bei herunterladbarer Software: Anweisungen zur Veröffentlichung dieser im Internet,
- Anweisungen zur Erstellung von Lizenzen,
- Angaben zur Kundenbetreuung,
- Angaben zur Wartung/Überarbeitung der Software,
- Installations-, Deinstallations- und Konfigurationsanweisungen,
- Angaben zu Schulungen/Seminaren für die Arbeit mit der Software.

Auch der DMR einer Software muss bei Änderungen stets aktualisiert werden. Kleine Verbesserungen und Veränderungen können dabei im bestehenden Device Master Record festgehalten werden, während es sich bei großen Modifikationen sogar empfiehlt einen komplett neuen DMR zu erstellen.

## Qualitätssicherung in Europa
Obwohl sich viele Hersteller medizintechnischer Geräte bereits seit Jahren an den Richtlinien der FDA orientieren, sind diese offiziell ausschließlich für Geräte, welche auf dem US-amerikanischen Markt vertrieben werden, obligatorisch.
Mit der Überarbeitung der ISO 13485 wird nun durch die Einführung des Medical Device File eine dem DMR zu weiten Teilen entsprechende Dokumentationsform zur Qualitätssicherung auch in Europa verpflichtend.